# Pajeú do Piauí
Pajeú do Piauí là một đô thị thuộc bang Piauí, Brasil. Đô thị này có diện tích 1075,263 km², dân số năm 2007 là 3612 người, mật độ 3,36 người/km².